# بين كاين
بين كاين (بالإنجليزية: Ben Kane) هو كاتب طبي كيني، ولد في 1970 في كينيا.

## وصلات خارجية
- الموقع الرسمي
- بين كاين على موقع IMDb (الإنجليزية)